# Liste des volumes dérivés de One Piece
Cet article est un complément de l’article sur le manga One Piece. Il contient la liste des volumes dérivés du manga parus en presse.

## Volumes reliés

### Data Book
| no | Japonais        | Japonais          | Français       | Français          |
| no | Date de sortie  | ISBN              | Date de sortie | ISBN              |
| --- | --------------- | ----------------- | -------------- | ----------------- |
| Red | 5 janvier 2002  | 4-08-873211-1     | juin 2005      | 978-2-7234-5025-6 |
| Titre du volume : One Piece - Red (ワンピース レッド グランド キャラクターズ, ONE PIECE RED GRAND CHARACTERS) |                 |                   |                |                   |
| • Focus sur Monkey D. Luffy, Roronoa Zoro, Nami, Usopp, Sanji Vinsmoke et Tony-Tony Chopper. • Informations sur d'autres organisations. • Chapitres sur Romance Dawn et Baggy.                                     |                 |                   |                |                   |
| Blue | 2 août 2002     | 4-08-873358-4     | novembre 2005  | 978-2-7234-5026-3 |
| Titre du volume : One Piece - Blue (ワンピース ブルー グランド データ ファイル, ONE PIECE BLUE GRAND DATA FILE) |                 |                   |                |                   |
| • Dessins en couleurs. • Chapitres additionnels. • Test de personnalité. |                 |                   |                |                   |
| Yellow | 2 avril 2007    | 978-4-08-874098-0 | novembre 2009  | 978-2-7234-7035-3 |
| Titre du volume : One Piece - Yellow (ワンピース イエロー グランド エレメンツ, ONE PIECE YELLOW GRAND ELEMENTS) |                 |                   |                |                   |
| • Dessins en couleurs. • Chapitres additionnels. • Personnages présentés, en majorité ceux des arcs Skypiea et Water Seven.                                                                                        |                 |                   |                |                   |
| Green | 4 novembre 2010 | 978-4-08-874848-1 | novembre 2012  | 978-2-7234-8730-6 |
| Titre du volume : One Piece - Green (ワンピース グリーン, ONE PIECE GREEN SECRET PIECES) |                 |                   |                |                   |
| • Détails sur les personnages. • Chapitres additionnels. • Histoires des pages de couverture. |                 |                   |                |                   |
| Blue Deep | 2 mars 2012     | 978-4-08-870445-6 | novembre 2013  | 978-2-7234-9563-9 |
| Titre du volume : One Piece - Blue Deep (ワンピース ブルー ディープ, ONE PIECE BLUE DEEP CHARACTERS WORLD) |                 |                   |                |                   |
| • Personnages présentés avec leurs dates d'anniversaires. • Des informations sur le Nouveau Monde, en particulier sur les fruits du démon, le fluide, la science ou encore les navires. • Chapitre 0 de One Piece. |                 |                   |                |                   |

### Color Walk
| no | Japonais          | Japonais          | Français        | Français          |
| no | Date de sortie    | ISBN              | Date de sortie  | ISBN              |
| --- | ----------------- | ----------------- | --------------- | ----------------- |
| 1 | 19 juillet 2001   | 4-08-859217-4     | mai 2006        | 978-2-7234-5418-6 |
| Titre du volume : One Piece Color Walk - Tome 1 (カラーウォーク, COLORWALK 1)                                                    |                   |                   |                 |                   |
| • Planches du chapitre 1 au chapitre 100. • Interview avec Eiichiro Oda et Akira Toriyama.                                       |                   |                   |                 |                   |
| 2 | 4 novembre 2003   | 4-08-859376-6     | mars 2007       | 978-2-7234-5419-3 |
| Titre du volume : One Piece Color Walk - Tome 2 (カラーウォーク, COLORWALK 2)                                                    |                   |                   |                 |                   |
| • Planches du chapitre 100 au chapitre 175. • Interview avec Eiichiro Oda et Fujiko A. Fujio.                                    |                   |                   |                 |                   |
| 3 | 5 janvier 2006    | 4-08-859538-6     | mai 2012        | 978-2-7234-8413-8 |
| Titre du volume : One Piece Color Walk - Tome 3 - Lion (カラーウォーク, COLORWALK 3 LION)                                        |                   |                   |                 |                   |
| • Planches du chapitre 175 au chapitre 284. • Interview avec Eiichiro Oda et Yoshitaka Amano.                                    |                   |                   |                 |                   |
| 4 | 4 mars 2010       | 978-4-08-782267-0 | octobre 2012    | 978-2-7234-8818-1 |
| Titre du volume : One Piece Color Walk - Tome 4 - Eagle (カラーウォーク, COLORWALK 4 EAGLE)                                      |                   |                   |                 |                   |
| • Planches du chapitre 287 au chapitre 391. • Sketchs sur la saga Water Seven. • Interview avec Eiichiro Oda et Taiyō Matsumoto. |                   |                   |                 |                   |
| 5 | 3 décembre 2010   | 978-4-08-782356-1 | février 2016    | 978-2-7234-9564-6 |
| Titre du volume : One Piece Color Walk - Tome 5 - Shark (カラーウォーク, COLORWALK 5 SHARK)                                      |                   |                   |                 |                   |
| • Planches du chapitre 392 au chapitre 502. • Interview avec Eiichiro Oda et Taiyō Matsumoto.                                    |                   |                   |                 |                   |
| 6 | 4 janvier 2014    | 978-4-08-782747-7 | mai 2017        | 978-2-344-00840-9 |
| Titre du volume : One Piece Color Walk - Tome 6 - Gorilla (カラーウォーク, COLORWALK 6 GORILLA)                                  |                   |                   |                 |                   |
| • Planches du chapitre 503 au chapitre 597. • Interview avec Eiichiro Oda et Jusaburo Tsujimura.                                 |                   |                   |                 |                   |
| 7 | 4 juillet 2016    | 978-4-08-792509-8 | 6 février 2019  | 978-2-344-02740-0 |
| Titre du volume : One Piece Color Walk - Tome 7 - Tyrannosaurus (カラーウォーク, COLORWALK 7 TYRANNOSAURUS)                      |                   |                   |                 |                   |
| • Planches du chapitre 598 au chapitre 700. • Interview avec Eiichiro Oda et Masaya Tokuhiro.                                    |                   |                   |                 |                   |
| 8 | 2 mars 2018       | 978-4-08-792523-4 | 5 février 2020  | 978-2-344-03555-9 |
| Titre du volume : One Piece Color Walk - Tome 8 - Wolf (カラーウォーク, COLORWALK 8 WOLF)                                        |                   |                   |                 |                   |
| • Interview avec Eiichiro Oda et Katsuya Terada.                                                                                 |                   |                   |                 |                   |
| 9 | 16 septembre 2020 | 978-4-08-792557-9 | 18 janvier 2023 | 978-2-344-05202-0 |
| Titre du volume : One Piece Color Walk - Tome 9 - Tiger (カラーウォーク, COLORWALK 9 TIGER)                                      |                   |                   |                 |                   |
| 10 | 4 avril 2023      | 978-4-08-792604-0 | 21 mai 2025     | 978-2-344-06227-2 |
| Titre du volume : One Piece Color Walk - Tome 10 - Dragon (カラーウォーク, COLORWALK 10 DRAGON)                                  |                   |                   |                 |                   |

### Magazines
| no | Japonais           | Japonais          | Français         | Français          |
| no | Date de sortie     | ISBN              | Date de sortie   | ISBN              |
| --- | ------------------ | ----------------- | ---------------- | ----------------- |
| 1 | 7 juillet 2017     | 978-4-08-102232-8 | 7 février 2018   | 978-2-344-02760-8 |
| Titre du volume : One Piece Magazine - Tome 1 (ワンピースマガジン Vol．1, ONE PIECE magazine Vol．1)    |                    |                   |                  |                   |
| 2 | 4 août 2017        | 978-4-08-102233-5 | 23 mai 2018      | 978-2-344-02761-5 |
| Titre du volume : One Piece Magazine - Tome 2 (ワンピースマガジン Vol．2, ONE PIECE magazine Vol．2)    |                    |                   |                  |                   |
| 3 | 1er septembre 2017 | 978-4-08-102234-2 | 11 juillet 2018  | 978-2-344-02826-1 |
| Titre du volume : One Piece Magazine - Tome 3 (ワンピースマガジン Vol．3, ONE PIECE magazine Vol．3)    |                    |                   |                  |                   |
| 4 | 19 octobre 2018    | 978-4-08-102273-1 | 2 octobre 2019   | 978-2-344-03721-8 |
| Titre du volume : One Piece Magazine - Tome 4 (ワンピースマガジン Vol．4, ONE PIECE magazine Vol．4)    |                    |                   |                  |                   |
| 5 | 25 janvier 2019    | 978-4-08-102274-8 | 1er avril 2020   | 978-2-344-04040-9 |
| Titre du volume : One Piece Magazine - Tome 5 (ワンピースマガジン Vol．5, ONE PIECE magazine Vol．5)    |                    |                   |                  |                   |
| 6 | 17 juin 2019       | 978-4-08-102275-5 | 1er juillet 2020 | 978-2-344-04041-6 |
| Titre du volume : One Piece Magazine - Tome 6 (ワンピースマガジン Vol．6, ONE PIECE magazine Vol．6)    |                    |                   |                  |                   |
| 7 | 9 août 2019        | 978-4-08-102294-6 | 7 octobre 2020   | 978-2-344-04162-8 |
| Titre du volume : One Piece Magazine - Tome 7 (ワンピースマガジン Vol．7, ONE PIECE magazine Vol．7)    |                    |                   |                  |                   |
| 8 | 13 décembre 2019   | 978-4-08-102401-8 | 7 avril 2021     | 978-2-344-04331-8 |
| Titre du volume : One Piece Magazine - Tome 8 (ワンピースマガジン Vol．8, ONE PIECE magazine Vol．8)    |                    |                   |                  |                   |
| 9 | 24 avril 2020      | 978-4-08-102404-9 | 20 octobre 2021  | 978-2-344-04903-7 |
| Titre du volume : One Piece Magazine - Tome 9 (ワンピースマガジン Vol．9, ONE PIECE magazine Vol．9)    |                    |                   |                  |                   |
| 10 | 16 septembre 2020  | 978-4-08-102406-3 | 6 avril 2022     | 978-2-344-05195-5 |
| Titre du volume : One Piece Magazine - Tome 10 (ワンピースマガジン Vol．10, ONE PIECE magazine Vol．10) |                    |                   |                  |                   |
| 11 | 4 février 2021     | 978-4-08-102407-0 | 4 janvier 2023   | 978-2-344-05289-1 |
| Titre du volume : One Piece Magazine - Tome 11 (ワンピースマガジン Vol．11, ONE PIECE magazine Vol．11) |                    |                   |                  |                   |
| 12 | 2 septembre 2021   | 978-4-08-102409-4 | 1er mars 2023    | 978-2-344-05301-0 |
| Titre du volume : One Piece Magazine - Tome 12 (ワンピースマガジン Vol．12, ONE PIECE magazine Vol．12) |                    |                   |                  |                   |
| 13 | 2 décembre 2021    | 978-4-08-102411-7 | 2 mai 2024       | 978-2-344-05584-7 |
| Titre du volume : One Piece Magazine - Tome 13 (ワンピースマガジン Vol．13, ONE PIECE magazine Vol．13) |                    |                   |                  |                   |
| 14 | 5 avril 2022       | 978-4-08-102412-4 | 8 janvier 2025   | 978-2-344-05585-4 |
| Titre du volume : One Piece Magazine - Tome 14 (ワンピースマガジン Vol．14, ONE PIECE magazine Vol．14) |                    |                   |                  |                   |
| 15 | 8 août 2022        | 978-4-08-102414-8 | 2 juillet 2025   | 978-2-344-06266-1 |
| Titre du volume : One Piece Magazine - Tome 15 (ワンピースマガジン Vol．15, ONE PIECE magazine Vol．15) |                    |                   |                  |                   |
| 16 | 2 mars 2023        | 978-4-08-102417-9 |                  |                   |
| Titre du volume : One Piece Magazine - Tome 16 (ワンピースマガジン Vol．16, ONE PIECE magazine Vol．16) |                    |                   |                  |                   |
| 17 | 4 septembre 2023   | 978-4-08-102420-9 |                  |                   |
| Titre du volume : One Piece Magazine - Tome 17 (ワンピースマガジン Vol．17, ONE PIECE magazine Vol．17) |                    |                   |                  |                   |
| 18 | 4 juin 2024        | 978-4-08-102423-0 |                  |                   |
| Titre du volume : One Piece Magazine - Tome 18 (ワンピースマガジン Vol．18, ONE PIECE magazine Vol．18) |                    |                   |                  |                   |
| 19 | 4 décembre 2024    | 978-4-08-102426-1 |                  |                   |
| Titre du volume : One Piece Magazine - Tome 19 (ワンピースマガジン Vol．19, ONE PIECE magazine Vol．19) |                    |                   |                  |                   |

### One Piece Party
| no                                                                               | Japonais       | Japonais          | Français         | Français          |
| no                                                                               | Date de sortie | ISBN              | Date de sortie   | ISBN              |
| -------------------------------------------------------------------------------- | -------------- | ----------------- | ---------------- | ----------------- |
| 1                                                                                | 3 octobre 2015 | 978-4-08-880552-8 | 16 novembre 2016 | 978-2-344-01914-6 |
| Titre du volume : One Piece Party - Tome 1 (ワンピースパーティー, Wan Pīsu Pātī) |                |                   |                  |                   |
| 2                                                                                | 4 juillet 2016 | 978-4-08-880732-4 | 7 juin 2017      | 978-2-344-02042-5 |
| Titre du volume : One Piece Party - Tome 2 (ワンピースパーティー, Wan Pīsu Pātī) |                |                   |                  |                   |
| 3                                                                                | 4 août 2017    | 978-4-08-881199-4 | 6 juin 2018      | 978-2-344-02903-9 |
| Titre du volume : One Piece Party - Tome 3 (ワンピースパーティー, Wan Pīsu Pātī) |                |                   |                  |                   |
| 4                                                                                | 4 juin 2018    | 978-4-08-881507-7 | 5 juin 2019      | 978-2-344-03527-6 |
| Titre du volume : One Piece Party - Tome 4 (ワンピースパーティー, Wan Pīsu Pātī) |                |                   |                  |                   |
| 5                                                                                | 3 mars 2019    | 978-4-08-881776-7 | 5 février 2020   | 978-2-34-404032-4 |
| Titre du volume : One Piece Party - Tome 5 (ワンピースパーティー, Wan Pīsu Pātī) |                |                   |                  |                   |
| 6                                                                                | 3 avril 2020   | 978-4-08-882155-9 | 18 novembre 2020 | 978-2-34-404470-4 |
| Titre du volume : One Piece Party - Tome 6 (ワンピースパーティー, Wan Pīsu Pātī) |                |                   |                  |                   |
| 7                                                                                | 4 février 2021 | 978-4-08-882623-3 | 6 octobre 2021   | 978-2-34-404976-1 |
| Titre du volume : One Piece Party - Tome 7 (ワンピースパーティー, Wan Pīsu Pātī) |                |                   |                  |                   |

### One Piece Gakuen
| no | Japonais          | Japonais          |
| no | Date de sortie    | ISBN              |
| -- | ----------------- | ----------------- |
| 1  | 3 avril 2020      | 978-4-08-882273-0 |
| 2  | 4 février 2021    | 978-4-08-882561-8 |
| 3  | 3 décembre 2021   | 978-4-08-883005-6 |
| 4  | 4 avril 2022      | 978-4-08-883117-6 |
| 5  | 4 novembre 2022   | 978-4-08-883346-0 |
| 6  | 3 mars 2023       | 978-4-08-883479-5 |
| 7  | 3 juillet 2023    | 978-4-08-883652-2 |
| 8  | 4 mars 2024       | 978-4-08-884015-4 |
| 9  | 1er novembre 2024 | 978-4-08-884317-9 |

### One Piece Episode A
| no                                      | Japonais       | Japonais          | Français         | Français          |
| no                                      | Date de sortie | ISBN              | Date de sortie   | ISBN              |
| --------------------------------------- | -------------- | ----------------- | ---------------- | ----------------- |
| 1                                       | 4 août 2022    | 978-4-08-883223-4 | 1er février 2023 | 978-2-344-05718-6 |
| Titre du volume : ONE PIECE episode A 1 |                |                   |                  |                   |
| 2                                       | 4 août 2022    | 978-4-08-883224-1 | 4 octobre 2023   | 978-2-344-05719-3 |
| Titre du volume : ONE PIECE episode A 2 |                |                   |                  |                   |

### Comics des films

#### One Piece: Dead End
| no | Japonais        | Japonais          | Français       | Français          |
| no | Date de sortie  | ISBN              | Date de sortie | ISBN              |
| --- | --------------- | ----------------- | -------------- | ----------------- |
| 1 | 18 février 2011 | 978-4-08-874850-4 | 29 juin 2011   | 978-2-7234-8356-8 |
| Titre du volume : One Piece - Dead End - Tome 1 (ONE PIECE THE MOVIE デッドエンドの冒険, Wan Pīsu Za Mūbī: Deddo Endo no Bōken) |                 |                   |                |                   |
| 2 | 18 février 2011 | 978-4-08-874850-4 | 29 juin 2011   | 978-2-7234-8357-5 |
| Titre du volume : One Piece - Dead End - Tome 2 (ONE PIECE THE MOVIE デッドエンドの冒険, Wan Pīsu Za Mūbī: Deddo Endo no Bōken) |                 |                   |                |                   |

#### One Piece: La Malédiction de l'épée sacrée
| no | Japonais        | Japonais          | Français       | Français          |
| no | Date de sortie  | ISBN              | Date de sortie | ISBN              |
| --- | --------------- | ----------------- | -------------- | ----------------- |
| 1 | 5 novembre 2012 | 978-4-08-321119-5 | 6 mai 2015     | 978-2-344-00346-6 |
| Titre du volume : One Piece - La malédiction de l'épée sacrée - Tome 1 (ONE PIECE 呪われた聖剣, Wan Pīsu Norowareta Seiken) |                 |                   |                |                   |
| 2 | 5 novembre 2012 | 978-4-08-321119-5 | 6 mai 2015     | 978-2-344-00347-3 |
| Titre du volume : One Piece - La malédiction de l'épée sacrée - Tome 2 (ONE PIECE 呪われた聖剣, Wan Pīsu Norowareta Seiken) |                 |                   |                |                   |

#### One Piece: Le Mecha géant du château Karakuri
| no | Japonais       | Japonais          | Français       | Français          |
| no | Date de sortie | ISBN              | Date de sortie | ISBN              |
| --- | -------------- | ----------------- | -------------- | ----------------- |
| 1 | 5 mars 2013    | 978-4-08-321146-1 | 21 juin 2017   | 978-2-344-01999-3 |
| Titre du volume : One Piece - Le Mecha géant du château Karakuri (カラクリ城のメカ巨兵, Karakuri-jou no Meka Kyohei) |                |                   |                |                   |

#### One Piece: L'épisode d'Alabasta
| no | Japonais       | Japonais          | Français       | Français          |
| no | Date de sortie | ISBN              | Date de sortie | ISBN              |
| --- | -------------- | ----------------- | -------------- | ----------------- |
| 1 | 4 juillet 2014 | 978-4-08-321218-5 | 6 juin 2018    | 978-2-344-02959-6 |
| Titre du volume : One Piece - L'épisode d'Alabasta (エピソード オブ アラバスタ 砂漠の王女と海賊たち みらい文庫版, Episōdo obu Arabasuta) |                |                   |                |                   |

#### One Piece: L'épisode de Chopper
| no | Japonais        | Japonais          | Français       | Français          |
| no | Date de sortie  | ISBN              | Date de sortie | ISBN              |
| --- | --------------- | ----------------- | -------------- | ----------------- |
| 1 | 5 novembre 2014 | 978-4-08-321238-3 | 4 mars 2015    | 978-2-344-00345-9 |
| Titre du volume : One Piece - L'épisode de Chopper (ワンピース エピソ ド オブ チョッパー プラス, Episōdo obu Choppā) |                 |                   |                |                   |

#### One Piece: Strong World
| no | Japonais        | Japonais          | Français       | Français          |
| no | Date de sortie  | ISBN              | Date de sortie | ISBN              |
| --- | --------------- | ----------------- | -------------- | ----------------- |
| 1 | 3 décembre 2010 | 978-4-08-874846-7 | 8 février 2012 | 978-2-7234-8720-7 |
| Titre du volume : One Piece - Strong World - Tome 1 (ワンピース フィルム ストロング ワールド, ONE PIECE FILM STRONG WORLD (上)) |                 |                   |                |                   |
| 2 | 3 décembre 2010 | 978-4-08-874847-4 | 8 février 2012 | 978-2-7234-8721-4 |
| Titre du volume : One Piece - Strong World - Tome 2 (ワンピース フィルム ストロング ワールド, ONE PIECE FILM STRONG WORLD (下)) |                 |                   |                |                   |

#### One Piece: Z
| no                                                                                           | Japonais       | Japonais          | Français        | Français          |
| no                                                                                           | Date de sortie | ISBN              | Date de sortie  | ISBN              |
| -------------------------------------------------------------------------------------------- | -------------- | ----------------- | --------------- | ----------------- |
| 1                                                                                            | 4 juillet 2013 | 978-4-08-870874-4 | 18 février 2015 | 978-2-344-00348-0 |
| Titre du volume : One Piece - Z - Tome 1 (ワンピース フィルム ゼット, ONE PIECE FILM Z (上)) |                |                   |                 |                   |
| 2                                                                                            | 4 juillet 2013 | 978-4-08-870875-1 | 18 février 2015 | 978-2-344-00349-7 |
| Titre du volume : One Piece - Z - Tome 2 (ワンピース フィルム ゼット, ONE PIECE FILM Z (下)) |                |                   |                 |                   |

#### One Piece: Gold
| no                                                                                                 | Japonais       | Japonais          | Français        | Français          |
| no                                                                                                 | Date de sortie | ISBN              | Date de sortie  | ISBN              |
| -------------------------------------------------------------------------------------------------- | -------------- | ----------------- | --------------- | ----------------- |
| 1                                                                                                  | 4 juillet 2017 | 978-4-08-881253-3 | 21 février 2018 | 978-2-344-02758-5 |
| Titre du volume : One Piece - Gold - Tome 1 (ワンピースフィルムゴールド, ONE PIECE FILM GOLD (上)) |                |                   |                 |                   |
| 2                                                                                                  | 4 juillet 2017 | 978-4-08-881254-0 | 21 février 2018 | 978-2-344-02759-2 |
| Titre du volume : One Piece - Gold - Tome 2 (ワンピースフィルムゴールド, ONE PIECE FILM GOLD (下)) |                |                   |                 |                   |

#### One Piece: Stampede
| no | Japonais       | Japonais          | Français       | Français          |
| no | Date de sortie | ISBN              | Date de sortie | ISBN              |
| --- | -------------- | ----------------- | -------------- | ----------------- |
| 1 | 13 mai 2020    | 978-4-08-882343-0 | 3 février 2021 | 978-2-344-04673-9 |
| Titre du volume : One Piece - Stampede - Tome 1 (ワンピースフィルムスタンプ, ONE PIECE FILM STAMPEDE (上)) |                |                   |                |                   |
| 2 | 13 mai 2020    | 978-4-08-882344-7 | 3 février 2021 | 978-2-344-04674-6 |
| Titre du volume : One Piece - Stampede - Tome 2 (ワンピースフィルムスタンプ, ONE PIECE FILM STAMPEDE (下)) |                |                   |                |                   |

#### One Piece Film: Red
| no | Japonais       | Japonais          | Français       | Français          |
| no | Date de sortie | ISBN              | Date de sortie | ISBN              |
| --- | -------------- | ----------------- | -------------- | ----------------- |
| 1 | 9 août 2022    | 978-4-08-703523-0 | 6 mars 2024    | 978-2-344-06225-8 |
| Titre du volume : One Piece Film: Red - Tome 1 (ONE PIECE FILM RED ワンピース フィルム レッド, Wan Pīsu Firumu Reddo) |                |                   |                |                   |
| 2 |                |                   | 6 mars 2024    | 978-2-344-06226-5 |
| Titre du volume : One Piece Film: Red - Tome 2                                                                        |                |                   |                |                   |

### One Piece- Roman

#### One Piece - Novel Histoires de l'équipage
| no | Japonais        | Japonais          | Français       | Français          |
| no | Date de sortie  | ISBN              | Date de sortie | ISBN              |
| --- | --------------- | ----------------- | -------------- | ----------------- |
| 1 | 2 novembre 2017 | 978-4-08-703434-9 | 2 mai 2019     | 978-2-344-03588-7 |
| Titre du volume : One Piece - Novel Histoires de l'équipage - Tome 1 (麦わらストーリーズ, One Piece novel Histoires de l'équipage) |                 |                   |                |                   |

#### One Piece - Novel A
| no                                                                                               | Japonais       | Japonais          | Français        | Français          |
| no                                                                                               | Date de sortie | ISBN              | Date de sortie  | ISBN              |
| ------------------------------------------------------------------------------------------------ | -------------- | ----------------- | --------------- | ----------------- |
| 1                                                                                                | 4 avril 2018   | 978-4-08-703445-5 | 16 octobre 2019 | 978-2-344-03879-6 |
| Titre du volume : One Piece - Novel A - Tome 1 (One Piece novel A (エース), Wan Pīsu noberu Ēsu) |                |                   |                 |                   |
| 2                                                                                                | 4 juin 2018    | 978-4-08-703449-3 | 4 mars 2020     | 978-2-344-04042-3 |
| Titre du volume : One Piece - Novel A - Tome 2 (One Piece novel A (エース), Wan Pīsu noberu Ēsu) |                |                   |                 |                   |

#### One Piece - Novel LAW
| no                                                  | Japonais       | Japonais          | Français       | Français          |
| no                                                  | Date de sortie | ISBN              | Date de sortie | ISBN              |
| --------------------------------------------------- | -------------- | ----------------- | -------------- | ----------------- |
| 1                                                   | 3 avril 2020   | 978-4-08-703495-0 | 3 mars 2021    | 978-2-344-04641-8 |
| Titre du volume : One Piece - Novel LAW - Tome 1 () |                |                   |                |                   |

#### One Piece - Novel HEROINES
| no                                                       | Japonais       | Japonais          | Français       | Français          |
| no                                                       | Date de sortie | ISBN              | Date de sortie | ISBN              |
| -------------------------------------------------------- | -------------- | ----------------- | -------------- | ----------------- |
| 1                                                        | 4 juin 2021    | 978-4-08-703510-0 | 24 août 2022   | 978-2-344-05377-5 |
| Titre du volume : One Piece - Novel HEROINES - Tome 1 () |                |                   |                |                   |

### One Piece - Doors
| no                                                                             | Japonais       | Japonais          | Français       | Français          |
| no                                                                             | Date de sortie | ISBN              | Date de sortie | ISBN              |
| ------------------------------------------------------------------------------ | -------------- | ----------------- | -------------- | ----------------- |
| 1                                                                              | 4 juin 2018    | 978-4-08-881559-6 | 3 juillet 2019 | 978-2-344-03720-1 |
| Titre du volume : One Piece - Doors - Tome 1 (ONE PIECE DOORS !, Wan Pīsu Doa) |                |                   |                |                   |
| 2                                                                              | 4 juillet 2018 | 978-4-08-881560-2 | 8 juillet 2020 | 978-2-344-04031-7 |
| Titre du volume : One Piece - Doors - Tome 2 (ONE PIECE DOORS !, Wan Pīsu Doa) |                |                   |                |                   |
| 3                                                                              | 4 octobre 2019 | 978-4-08-882098-9 | 7 juillet 2021 | 978-2-344-04869-6 |
| Titre du volume : One Piece - Doors - Tome 3 (ONE PIECE DOORS !, Wan Pīsu Doa) |                |                   |                |                   |

### Shueisha BOOKS
1. 1 2  Red
2. 1 2  Blue
3. 1 2  Yellow
4. 1 2  Green
5. 1 2  Blue Deep
6. 1 2  Color Walk - Tome 1
7. 1 2  Color Walk - Tome 2
8. 1 2  Color Walk - Tome 3
9. 1 2  Color Walk - Tome 4
10. 1 2  Color Walk - Tome 5
11. 1 2  Color Walk - Tome 6
12. 1 2  Color Walk - Tome 7
13. 1 2  Color Walk - Tome 8
14. 1 2  Color Walk - Tome 9
15. 1 2  Color Walk - Tome 10
16. 1 2  One Piece Magazine - Tome 1
17. 1 2  One Piece Magazine - Tome 2
18. 1 2  One Piece Magazine - Tome 3
19. 1 2  One Piece Magazine - Tome 4
20. 1 2  One Piece Magazine - Tome 5
21. 1 2  One Piece Magazine - Tome 6
22. 1 2  One Piece Magazine - Tome 7
23. 1 2  One Piece Magazine - Tome 8
24. 1 2  One Piece Magazine - Tome 9
25. 1 2  One Piece Magazine - Tome 10
26. 1 2  One Piece Magazine - Tome 11
27. 1 2  One Piece Magazine - Tome 12
28. 1 2  One Piece Magazine - Tome 13
29. 1 2  One Piece Magazine - Tome 14
30. 1 2  One Piece Magazine - Tome 15
31. 1 2  One Piece Magazine - Tome 16
32. 1 2  One Piece Magazine - Tome 17
33. 1 2  One Piece Magazine - Tome 18
34. 1 2  One Piece Magazine - Tome 19
35. 1 2  One Piece Party - Tome 1
36. 1 2  One Piece Party - Tome 2
37. 1 2  One Piece Party - Tome 3
38. 1 2  One Piece Party - Tome 4
39. 1 2  One Piece Party - Tome 5
40. 1 2  One Piece Party - Tome 6
41. 1 2  One Piece Party - Tome 7
42. 1 2  One Piece Gakuen - Tome 1
43. 1 2  One Piece Gakuen - Tome 2
44. 1 2  One Piece Gakuen - Tome 3
45. 1 2  One Piece Gakuen - Tome 4
46. 1 2  One Piece Gakuen - Tome 5
47. 1 2  One Piece Gakuen - Tome 6
48. 1 2  One Piece Gakuen - Tome 7
49. 1 2  One Piece Gakuen - Tome 8
50. 1 2  One Piece Gakuen - Tome 9
51. 1 2  One Piece Episode A - Tome 1
52. 1 2  One Piece Episode A - Tome 2
53. 1 2  Dead End - Tome 1
54. 1 2  Dead End - Tome 2
55. 1 2  La malédiction de l'épée sacrée - Tome 1
56. 1 2  La malédiction de l'épée sacrée - Tome 2
57. 1 2  Le Mecha géant du château Karakuri
58. 1 2  L'épisode d'Alabasta
59. 1 2  L'épisode de Chopper
60. 1 2  Strong World - Tome 1
61. 1 2  Strong World - Tome 2
62. 1 2  Z - Tome 1
63. 1 2  Z - Tome 2
64. 1 2  Gold - Tome 1
65. 1 2  Gold - Tome 2
66. 1 2  Stampede - Tome 1
67. 1 2  Stampede - Tome 2
68. 1 2  Red
69. 1 2  Novel Histoires de l'équipage - Tome 1
70. 1 2  Novel A - Tome 1
71. 1 2  Novel A - Tome 2
72. 1 2  Novel LAW - Tome 1
73. 1 2  Novel HEROINES- Tome 1
74. 1 2  One Piece Doors - Tome 1
75. 1 2  One Piece Doors - Tome 2
76. 1 2  One Piece Doors - Tome 3

### Glénat manga
1. 1 2  Red
2. 1 2  Blue
3. 1 2  Yellow
4. 1 2  Green
5. 1 2  Blue Deep
6. 1 2  Color Walk - Tome 1
7. 1 2  Color Walk - Tome 2
8. 1 2  Color Walk - Tome 3
9. 1 2  Color Walk - Tome 4
10. 1 2  Color Walk - Tome 5
11. 1 2  Color Walk - Tome 6
12. 1 2  Color Walk - Tome 7
13. 1 2  Color Walk - Tome 8
14. 1 2  Color Walk - Tome 9
15. 1 2  Color Walk - Tome 10
16. 1 2  One Piece Magazine - Tome 1
17. 1 2  One Piece Magazine - Tome 2
18. 1 2  One Piece Magazine - Tome 3
19. 1 2  One Piece Magazine - Tome 4
20. 1 2  One Piece Magazine - Tome 5
21. 1 2  One Piece Magazine - Tome 6
22. 1 2  One Piece Magazine - Tome 7
23. 1 2  One Piece Magazine - Tome 8
24. 1 2  One Piece Magazine - Tome 9
25. 1 2  One Piece Magazine - Tome 10
26. 1 2  One Piece Magazine - Tome 11
27. 1 2  One Piece Magazine - Tome 12
28. 1 2  One Piece Magazine - Tome 13
29. 1 2  One Piece Magazine - Tome 14
30. 1 2  One Piece Magazine - Tome 15
31. 1 2  One Piece Party - Tome 1
32. 1 2  One Piece Party - Tome 2
33. 1 2  One Piece Party - Tome 3
34. 1 2  One Piece Party - Tome 4
35. 1 2  One Piece Party - Tome 5
36. 1 2  One Piece Party - Tome 6
37. 1 2  One Piece Party - Tome 7
38. 1 2  One Piece Episode A - Tome 1
39. 1 2  One Piece Episode A - Tome 2
40. 1 2  Dead End - Tome 1
41. 1 2  Dead End - Tome 2
42. 1 2  La malédiction de l'épée sacrée - Tome 1
43. 1 2  La malédiction de l'épée sacrée - Tome 2
44. 1 2  Le Mecha géant du château Karakuri
45. 1 2  L'épisode d'Alabasta
46. 1 2  L'épisode de Chopper
47. 1 2  Strong World - Tome 1
48. 1 2  Strong World - Tome 2
49. 1 2  Z - Tome 1
50. 1 2  Z - Tome 2
51. 1 2  Gold - Tome 1
52. 1 2  Gold - Tome 2
53. 1 2  Stampede - Tome 1
54. 1 2  Stampede - Tome 2
55. 1 2  Red - Tome 1
56. 1 2  Red - Tome 2
57. 1 2  Novel Histoires de l'équipage - Tome 1
58. 1 2  Novel A - Tome 1
59. 1 2  Novel A - Tome 2
60. 1 2  Novel LAW - Tome 1
61. 1 2  Novel HEROINES - Tome 1
62. 1 2  One Piece Doors - Tome 1
63. 1 2  One Piece Doors - Tome 2
64. 1 2  One Piece Doors - Tome 3